# NGC 4030
NGC 4030 is een spiraalvormig sterrenstelsel in het sterrenbeeld Maagd. Het hemelobject ligt 60 miljoen lichtjaar van de Aarde verwijderd en werd op 1 januari 1786 ontdekt door de Duits-Britse astronoom William Herschel.

## Synoniemen
- UGC 6993
- MCG 0-31-16
- ZWG 13.33
- IRAS 11578-0049
- PGC 37845